# Atollo Faafu
L'atollo Faafu è un atollo delle Maldive.

## Isole abitate
Bileddhoo, Dharanboodhoo, Feeali, Magoodhoo, Nilandhoo.

## Isole disabitate
Badidhiffusheefinolhu, Dhiguvarufinolhu, Enbulufushi, Faanuvaahuraa, Filitheyo, Himithi, Jinnathugau, Kandoomoonufushi, Maafushi, Maavaruhuraa, Madivaruhuraa, Makunueri, Minimasgali, Villingilivarufinolhu, Voshimasfalhuhuraa.
Isole turistiche, aeroporti e isole industriali sono considerate disabitate.